# .ie
.ie ist die länderspezifische Top-Level-Domain (ccTLD) Irlands. Sie wurde am 27. Januar 1988 eingeführt und wird von der Firma IE Domain Registry (IEDR) verwaltet.

## Eigenschaften
Domains werden ausschließlich auf zweiter Ebene vergeben. Sie dürfen insgesamt zwischen 3 und 63 Zeichen lang sein und nur alphanumerische Zeichen beinhalten, Sonderzeichen nach dem Punycode-Verfahren werden unterstützt. Für die Registrierung gelten im Vergleich zu anderen Top-Level-Domains sehr strenge Kriterien: So müssen Unternehmen beispielsweise einen Handelsregisterauszug vorlegen oder bei Domains, deren Bezeichnung ihren Produkten ähnelt, einen Nachweis über Werbung und tatsächlichen Verkauf erbringen. Eine Geschäftsbeziehung zu Irland muss ebenfalls bewiesen werden, sofern nicht ohnehin eine Niederlassung im Land vorhanden ist. Inhaber einer in der Europäischen Union eingetragenen Marke können diese problemlos als .ie-Domain anmelden.
Vereinzelt gab es Fälle, in denen bestimmte Domains durch die IEDR abgelehnt wurden. Prominentestes Beispiel ist porn.ie, dessen Vergabe im Herbst 2006 versagt wurde, da die Domain der öffentlichen Moral widerspreche. Eine entsprechende Klausel ist in den offiziellen Vergabekriterien vorgesehen. Bis 2007 war es laut der Vergabekriterien außerdem untersagt, eine Domain anzumelden, die auf den Namen einer natürlichen Person lautete.

## Verbreitung
Im April 2007 waren 75.000 .ie-Domains registriert, im Oktober 2011 mehr als 170.000 Stück. Die Top-Level-Domain gehört trotz der strengen Vergabekriterien zu den ccTLD mit dem höchsten Wachstum, zuletzt wurden im Jahr acht Prozent mehr Adressen angemeldet. Die Vergabestelle erzielte auf diesem Weg Einnahmen in Höhe von 2,6 Millionen Euro.
Der Sicherheitsspezialist McAfee wählte .ie im Dezember 2009 auf Platz 3 der sichersten Top-Level-Domains. 2012 ist es einem Hacker dennoch gelungen, über den Umweg des CMS Joomla, mit dem die Website der Vergabestelle betrieben wurde, auch Zugriff auf den Domain Name Server zu erhalten. Kurzzeitig konnte dadurch die Auflösung populärer Adressen wie google.ie manipuliert werden.